# Рейснер, Чарльз
Чарльз «Чак» Рейснер (англ. Charles «Chuck» Reisner; 14 сентября 1887 — 24 марта 1962) — американский кинорежиссер и актёр 1920-х и 1930-х годов.
Американский режиссёр немецкого происхождения, снявший более 60 фильмов между 1920 и 1950 гг. Он снимался вместе с Чарли Чаплином в фильмах «Собачья жизнь» (1918), «Удовольствия дня» (1919), «Малыш» (1921) и «Пилигрим». В 1930 году под руководством MGM он снял фильм «В погоне за радугой», в котором снимались актёры Бесси Лав и Чарльз Кинг.

## Биография
Чарльз Райснер начал свою карьеру как профессиональный боксёр. В 1915 году он начал свою кинокарьеру в фильме «Его первый неверный шаг», с Честером Конклином в главной роли. В 1925 Райснер играл второстепенные роли, по крайней мере в 30 фильмах, в основном в короткометражных кинокомедиях.
В середине 1920-х годов он покинул свою работу в качестве актёра и работал исключительно в качестве режиссёра. Первым крупным фильмом Райснера был Пароходный Билл (1928) с Бастером Китоном в главной роли, которая в настоящее время рассматривается как шедевр.
Он умер от сердечного приступа 24 марта 1962 в возрасте 75 лет, в городе Ла-Йолла, Калифорния.

## Фильмография

### Режиссёр
- Чемпион проиграл / A Champion Loser (1920)
- Прачечная / The Laundry (1920)
- Простой и сладкий / Simple and Sweet (1921)
- Его щенячья любовь / His Puppy Love (1921)
- Она: сплошной провал / Won: One Flivver (1921)
- Мягкие львы / Stuffed Lions (1921)
- Молокосос / The Greenhorn (1921)
- Бессолнечное воскресенье / Sunless Sunday (1921)
- Сломанные свадебные колокола / Cracked Wedding Bells (1923)
- Пока султан / So Long Sultan (1923)
- Мужчина в коробке / The Man on the Box (1925)
- Охотник за приданым / The Fortune Hunter (1927)
- Что каждая девушка должна знать / What Every Girl Should Know (1927)
- Отсутствует связь / The Missing Link (1927)
- Пароход Билл-младший / Steamboat Bill, Jr. (1928)
- Братская любовь / Brotherly Love (1928)
- Шумные соседи / Noisy Neighbors (1929)
- Китайская граница / China Bound (1929)
- Голливудское ревю 1929 года / The Hollywood Revue of 1929 (1929)
- В погоне за радугой / Chasing Rainbows (1930)
- Внезапно пойман / Caught Short (1930)
- Вечеринка в день рождения Джеки Купер / Jackie Cooper’s Birthday Party (1931)
- Сокращение / Reducing (1931)
- Политика / Politics (1931)
- Честолюбивый / Flying High (1931)
- Рождественская вечеринка / The Christmas Party (1931)
- Развод в семье / Divorce in the Family (1932)
- Свист в темноте / Whistling in the Dark (1933)
- Шеф / The Chief (1933)
- Голливудская вечеринка / Hollywood Party (1934)
- Студенческое турне / Student Tour (1934)
- Выигрышный билет / The Winning Ticket (1935)
- Это витает в воздухе / It’s in the Air (1935)
- Танцуют все / Everybody Dance (1936)
- Убийство в колледже / Murder Goes to College (1937)
- Софи Ленг едет на запад / Sophie Lang Goes West (1937)
- Карусель Манхэттен / Manhattan Merry-Go-Round (1937)
- Зимний карнавал / Winter Carnival (1939)
- Алекс в стране чудес / Alex in Wonderland (1940)
- Универмаг / The Big Store (1941)
- На этот раз навсегда / This Time for Keeps (1942)
- Познакомьтесь с людьми / Meet the People (1944)
- Затерянные в гареме / Lost in a Harem (1944)
- Путешествующая продавщица / The Traveling Saleswoman (1950)

### Актер
- Его первый неверный шаг / His First False Step (1916)
- Его лживое сердце / His Lying Heart (1916)
- Собачья жизнь / A Dog’s Life (1918)
- Удовольствия дня / A Day’s Pleasure (1919)
- Малыш / The Kid (1921)
- Простой и сладкий / Simple and Sweet (1921)
- Его щенячья любовь / His Puppy Love (1921)
- Она: сплошной провал / Won: One Flivver (1921)
- Мягкие львы / Stuffed Lions (1921)
- Хороший Роб / Rob 'Em Good (1923)
- Пилигрим / The Pilgrim (1923)
- Ворвавшись в общество / Breaking Into Society (1923)
- Сломанные свадебные колокола / Cracked Wedding Bells (1923)
- Пока султан / So Long Sultan (1923)
- Её временный человек / Her Temporary Husband (1923)
- Завоевывай свой путь / Winning His Way (1924)
- Бороться и побеждать / Fight and Win (1924)
- Приведите его / Bring Him In (1924)
- Правосудие крайнего севера / Justice of the Far North (1925)
- Мужчина в коробке / The Man on the Box (1925)

### Сценарист
- Прачечная / The Laundry (1920)
- Простой и сладкий / Simple and Sweet (1921)
- Его щенячья любовь / His Puppy Love (1921)
- Она: сплошной провал / Won: One Flivver (1921)
- Мягкие львы / Stuffed Lions (1921)
- Молокосос / The Greenhorn (1921)
- Сломанные свадебные колокола / Cracked Wedding Bells (1923)
- Пока султан / So Long Sultan (1923)
- Отсутствует связь / The Missing Link (1927)
- В погоне за радугой / Chasing Rainbows (1930)
- Честолюбивый / Flying High (1931)

### Продюсер
- Выигрышный билет / The Winning Ticket (1935)
- Подставили! / Railroaded! (1947)
- Похороните меня после смерти / Bury Me Dead (1947)